# Kanton Chaumont-Porcien
Der Kanton Chaumont-Porcien war bis 2015 ein französischer Wahlkreis im Arrondissement Rethel, im Département Ardennes und in der Region Champagne-Ardenne; sein Hauptort (frz.: chef-lieu) war Chaumont-Porcien. Die landesweiten Änderungen in der Zusammensetzung der Kantone brachten im März 2015 seine Auflösung. Vertreter im Generalrat des Départements war zuletzt Guy Camus.
Der Kanton Chaumont-Porcien war 174,06 km² groß und hatte 2589 Einwohner (Stand 2012).

## Gemeinden
| Gemeinde            | Einwohner (Stand: 2022) | Code postal | Code Insee |
| ------------------- | ----------------------- | ----------- | ---------- |
| Chappes             | 82                      | 08220       | 08102      |
| Chaumont-Porcien    | 486                     | 08220       | 08113      |
| Doumely-Bégny       | 78                      | 08220       | 08143      |
| Draize              | 90                      | 08220       | 08146      |
| Fraillicourt        | 171                     | 08220       | 08178      |
| Givron              | 94                      | 08220       | 08192      |
| Montmeillant        | 84                      | 08220       | 08307      |
| Remaucourt          | 173                     | 08220       | 08356      |
| Renneville          | 192                     | 08220       | 08360      |
| Rocquigny           | 652                     | 08220       | 08366      |
| La Romagne          | 130                     | 08220       | 08369      |
| Rubigny             | 61                      | 08220       | 08372      |
| Saint-Jean-aux-Bois | 93                      | 08220       | 08382      |
| Vaux-lès-Rubigny    | 44                      | 08220       | 08465      |

## Bevölkerungsentwicklung
| 1962 | 1968 | 1975 | 1982 | 1990 | 1999 | 2012 |
| ---- | ---- | ---- | ---- | ---- | ---- | ---- |
| 3513 | 3735 | 3171 | 2843 | 2662 | 2626 | 2589 |